# Thylactus simulans
Thylactus simulans es una especie de escarabajo longicornio del género Thylactus, tribu Xylorhizini, subfamilia Lamiinae. Fue descrita científicamente por Gahan en 1890.

## Descripción
Mide 21-35 milímetros de longitud.

## Distribución
Se distribuye por China, India, Laos, Birmania, Nepal, Tailandia y Vietnam.